# ウルフ・ヘルシャー
ウルフ・ヘルシャー（Ulf Hoelscher, 1942年1月17日 バイエルン州ウンターフランケン管区キッツィンゲン – ）はドイツのヴァイオリニスト・音楽教師。バーデン北部のヌスロッホ在住。

## 生い立ち
父フェルディナントはヴァイオリニストで音楽教育者。母ベティは古典的な教育を受けた声楽家であった。弟ウーヴェは、ウーヴェ＝マルティン・ハイベルク（Uwe-Martin Haiberg）の芸名でハンブルク・ブラームス四重奏団（Brahms Quartetts Hamburg）の第1ヴァイオリニストとして活動する傍ら、ベルリン芸術大学の教授を務める。末妹グンヒルト（Gunhild Hoelscher）もヴァイオリニストである。
ノイシュタット・ループレヒト選帝侯ギムナジウムの教師であった父親からヴァイオリンの手解きを受ける。その後はハイデルベルク高等音楽学校にてBruno Masuratに師事。16歳のときケルン高等音楽学校にてマックス・ロスタルの薫陶を受け、ディプロマを得て卒業した。3年間アメリカ合衆国に留学し、インディアナ大学でジョーゼフ・ギンゴールドに、カーティス音楽院でイワン・ガラミアンに師事して修行時代を終えた。

## 活動
1970年代から、国際的に重要なヴァイオリニストならびに室内楽奏者として活躍する。ベルリン・フィルハーモニー管弦楽団、BBC交響楽団、シュターツカペレ・ドレスデンなどの主要なオーケストラや、ルドルフ・ケンペ、ヴァーツラフ・ノイマン、エサ＝ペッカ・サロネン、ヴォルフガング・サヴァリッシュ、レナード・スラットキン、ホルスト・シュタイン、ジェフリー・テイト、クラウス・テンシュテット、ハンス・フォンク、ブルーノ・ヴァイル、若杉弘、デイヴィッド・ジンマンらの著名な指揮者と共演してきた。
古典派やロマン派の有名なヴァイオリン協奏曲だけでなく、シュポーアやシューマン、R・シュトラウス、プフィッツナー、シェック、コルンゴルト、ヴォルフ＝フェラーリ、ジークフリート・ワーグナー、フランケルらの不当に忘れられた協奏曲ならびに協奏的作品もレパートリーに収めている。
現代音楽にも積極的に取り組んでおり、1972年にベルリンで、ハンス・ウェルナー・ヘンツェの《ヴァイオリン協奏曲 第2番》のドイツ初演で独奏を担当した。その後も、オーレ・シュミットのヴァイオリン協奏曲の初演（1972年、ドルトムントならびにコペンハーゲン）や、Bülent Tarcanのヴァイオリン協奏曲の初演（1973年、イスタンブール）、フォルカー・ダーヴィット・キルヒナーのヴァイオリン協奏曲の初演（1984年、ベルリン・フィルハーモニー管弦楽団と）、フランツ・フンメルのヴァイオリン協奏曲の初演（1988年、レニングラード）、アリベルト・ライマンの《ヴァイオリンとチェロのための二重協奏曲》の初演（1989年、ハノーファー、トゥールーズ、チューリヒ、ニューヨーク、ベルリン、ヴォルフガング・ベッチャーと）を実現させてきた。
室内楽の演奏にも携わっており、たとえばロストロポーヴィチやヴィシネフスカヤの共演者として、ショスタコーヴィチの作品集を録音している。またミシェル・ベロフとは、シューマンやフランク、R・シュトラウス、シマノフスキのヴァイオリンソナタを録音しており、カール・エンゲルとはシューベルトのヴァイオリンとピアノのための作品を全曲録音した。ベネディクト・ケーレンとはヒンデミットのヴァイオリンソナタを録音している。また、ジークフリート・マウザーとは、ヴォルフガング・リームのヴァイオリンとピアノのための作品集を録音した。ハインリヒ・シフやクリスティアン・ツァハリアスとは、ベートーヴェンの《三重協奏曲》やブラームスの《ピアノ三重奏曲 第1番 ロ長調》を録音している。
大規模な室内楽団「ウルフ・ヘルシャー・アンサンブル」の一員としても演奏に取り組み、ブルッフの《八重奏曲》などを録音・上演してきた。また、2006年の「モーツァルト・イヤー」に向けて室内楽オーケストラ「カメラータ・ディアナ」を結成し、南西ドイツ放送のテレビ番組でモーツァルトのヴァイオリン協奏曲やヴァイオリンとオーケストラのための断章を演奏した。
1981年よりカールスルーエ国立高等音楽学校ヴァイオリン科の教授を務める。また、国際的な夏季講習会でマスタークラスを主宰している。